# Brett Breitkreuz
Brett Breitkreuz (* 6. April 1989 in Springside, Saskatchewan) ist ein ehemaliger deutsch-kanadischer Eishockeyspieler, der im Verlauf seiner aktiven Karriere zwischen 2006 und 2024 unter anderem über 300 Spiele für die Kölner Haie, Augsburger Panther und Löwen Frankfurt in der Deutschen Eishockey Liga (DEL) auf der Position des linken Flügelstürmers bestritten hat. Darüber hinaus absolvierte Breitkreuz annähernd 380 weitere Partien in der DEL2, wo er mit den Löwen Frankfurt und Bietigheim Steelers insgesamt dreimal die Meisterschaft gewann. Sein jüngerer Bruder Clarke Breitkreuz ist ebenfalls professioneller Eishockeyspieler.

## Karriere

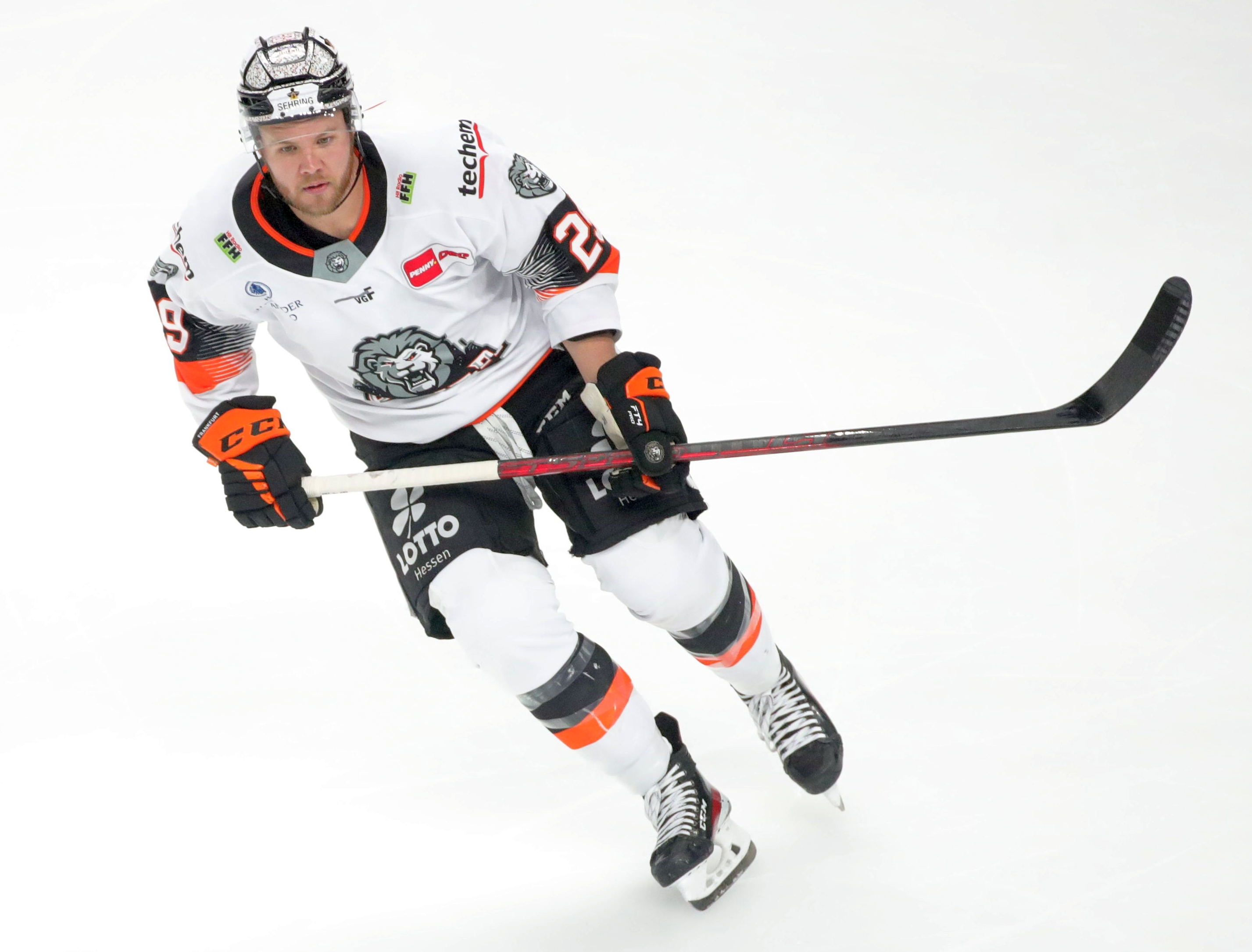
Breitkreuz im Trikot der Löwen Frankfurt (2022)

Brett Breitkreuz begann seine Karriere als Eishockeyspieler bei den Yorkton Terriers, für die er in der Saison 2005/06 in der Saskatchewan Junior Hockey League (SJHL) aktiv war. Anschließend spielte er vier Jahre lang in der kanadischen Juniorenliga Western Hockey League (WHL), in der er für die Kelowna Rockets, Edmonton Oil Kings und Vancouver Giants auf dem Eis stand. In der Saison 2009/10 war er zudem Assistenzkapitän bei den Oil Kings.
Auch aufgrund seiner deutschen Vorfahren, wurde er nach seiner Juniorenzeit in Kanada, vom damaligen Trainer der Kölner Haie, Bill Stewart, für die Saison 2010/11 verpflichtet, für welche er am 17. September 2010 bei der 1:2-Niederlage gegen die Nürnberg Ice Tigers sein Debüt in der Deutschen Eishockey Liga (DEL) gab. Für die Haie war er in drei Spielzeiten aktiv, wobei er in der Saison 2012/13 teilweise auch für den Oberliga-Kooperationspartner Füchse Duisburg zum Einsatz kam. In seinen Einsätzen zeichnete sich Breitkreuz insbesondere als harter Defensivspieler mit sogenannten Enforcer-Qualitäten aus. Zur Saison 2013/14 wechselte er zum Ligarivalen Augsburger Panther, für die er zwei Spielzeiten in der höchsten deutschen Eishockeyliga aktiv war.
Für die Spielzeit 2015/16 nahm er das Angebot der Löwen Frankfurt aus der DEL2 an, bei denen er zusammen mit seinem jüngeren Bruder Clarke spielte. Im Frühjahr 2017 errang er mit den Löwen die Meisterschaft der DEL2. Zur Spielzeit 2019/20 wechselte Breitkreuz zu den Bietigheim Steelers. Mit den Steelers gewann er am Ende der Spielzeit 2020/21 erneut die Meisterschaft der zweithöchsten deutschen Spielklasse. Damit verbunden war auch der Aufstieg in die DEL. Nach diesem Erfolg beendete der 32-Jährige seine Profikarriere zunächst und spielte lediglich im kanadischen Amateurbereich.
Im Januar 2022 wurde er von den Löwen Frankfurt reaktiviert und zunächst bis zum Ende der Spielzeit 2021/22 verpflichtet. Wie schon bei der Frankfurter Meisterschaft im Jahr 2017 war Breitkreuz auch beim Gewinn dieser Meisterschaft im Jahr 2022 mit 16 Punkten einer der punktbesten Spieler in den DEL2-Playoffs. Zugleich stieg er mit den Hessen in die DEL auf, wo er in der Folge noch zwei Spieljahre absolvierte. Im März 2024 beendete der Deutsch-Kanadier seine aktive Laufbahn wenige Tage vor seinem 35. Geburtstag endgültig.

### International
Im Juniorenbereich nahm Breitkreuz mit der Auswahl der westlichen kanadischen Provinzen unter dem Teamnamen Canada Western an der World U-17 Hockey Challenge 2006 teil. Diese schloss die Mannschaft auf dem siebten Rang ab. In fünf Turnierspielen blieb der Angreifer punktlos.

## Erfolge und Auszeichnungen
- 2017 Meister der DEL2 mit den Löwen Frankfurt
- 2021 Meister der DEL2 und Aufstieg in die DEL mit den Bietigheim Steelers
- 2022 Meister der DEL2 und Aufstieg in die DEL mit den Löwen Frankfurt

## Karrierestatistik

### International
Vertrat Kanada bei:
- World U-17 Hockey Challenge 2006

(Legende zur Spielerstatistik: Sp oder GP = absolvierte Spiele; T oder G = erzielte Tore; V oder A = erzielte Assists; Pkt oder Pts = erzielte Scorerpunkte; SM oder PIM = erhaltene Strafminuten; +/− = Plus/Minus-Bilanz; PP = erzielte Überzahltore; SH = erzielte Unterzahltore; GW = erzielte Siegtore; 1 Play-downs/Relegation; Kursiv: Statistik nicht vollständig)